# 58196 Ashleyess
58196 Ashleyess è un asteroide della fascia principale. Scoperto nel 1992, presenta un'orbita caratterizzata da un semiasse maggiore pari a 2,5764656 UA e da un'eccentricità di 0,2642565, inclinata di 26,05995° rispetto all'eclittica.